# 교황 우르바노 4세
교황 우르바노 4세(라틴어: Urbanus PP. IV, 이탈리아어: Papa Urbano IV)는 제182대 교황(재위: 1261년 8월 29일 - 1264년 10월 2일)이다. 본명은 자크 팡탈레옹(프랑스어: Jacques Pantaléon)이다.

## 생애 초기
1200년 무렵, 프랑스의 트루아에서 구두 수선공의 아들로 태어나 파리에서 신학과 민법을 공부하고 랑에서 참사회원으로 있다가 리에주에서 수석부제가 되었다. 1245년 제1차 리옹 공의회에 참석한 그는 교황 인노첸시오 4세의 눈에 띄어, 두 가지 임무를 띠고 독일로 파견되었다. 그의 임무 중 하나는 프루센 이교도들과 튜턴 기사단 사이 크리스트부르크 조약이 체결되도록 협상하는 것이었다. 나중에 그는 1253년 베르됭의 주교를 거쳐 1255년 교황 알렉산데르 4세에 의해 예루살렘 라틴 총대주교에 서임되었다.
예루살렘에서 극심한 곤경에 빠져 유럽으로 돌아온 그가 박해받는 동방의 그리스도인들을 돕기 위해 비테르보에 있던 중에 교황 알렉산데르 4세가 선종하였다. 3개월의 사도좌 공석 끝에 자크 팡탈레옹이 추기경단 중 8명의 표를 받아 1261년 8월 29일 교황으로 선출되었다. 그는 자신의 이름을 우르바노 4세로 명명하였다.

## 교황
우르바노 4세가 선출되기 2주 전에 미하일 8세 팔레올로고스가 군대를 이끌고 콘스탄티노플을 탈환하면서 제4차 십자군이 세운 라틴 제국이 종식되고 동로마 제국이 다시 들어섰다. 1262년 우르바노 4세는 프랑스 트루아에 생위르뱅 드 트루아 성당 공사에 착수하였다. 1264년 8월 11일 우르바노 4세는 교황 칙서 《이 세상에서 건너감》(Transiturus de hoc mundo)을 발표하여 성체성사를 기념하는 그리스도의 성체 대축일(Corpus Christi)을 제정하였다. 우르바노 4세는 도미니코회 신학자 토마스 아퀴나스에게 그리스도의 성체 대축일 때 사용할 전례문을 작성하도록 했다. 이 때 입을 열어 구세주의 영광을 찬미하세(Pange lingua), 지존하신 성체(Tantum ergo), 천사의 양식(Panis angelicus) 등 유명한 성체 찬미가들도 만들어졌다.
교황으로 재임하는 동안 그는 이탈리아 문제에 주력하였다. 교황 알렉산데르 4세와 신성 로마 제국 황제 프리드리히 2세 시절부터 격화된 교황과 황제의 다툼으로 도시들끼리 각각 친교황파와 친황제파인 구엘프와 기벨린으로 나뉘어 반목하게 되었다. 프리드리히 2세의 아들 만프레디는 이러한 투쟁에 몰두하였다. 교황군 지휘관을 맡게 된 아조 데스테는 콘도티에로 출신으로 만토바와 페라라를 포함한 느슨한 도시 동맹의 명목상 지도자였다. 시칠리아의 호엔슈타우펜 왕조는 롬바르디아의 도시들에 대한 권리를 갖고 있었기 때문에 만프레디가 이들 도시들을 관리했으나 우르바노 4세는 자신의 말을 잘 듣는 임금을 세우기 위해 앙주의 샤를(카를로 1세)을 시칠리아의 국왕으로 봉하였다.
샤를(카를로 1세)은 아내의 권세에 힘입어 막대한 비용이 들 것으로 전망되는 이탈리아 전쟁에 대비해 자금을 축적하였다. 우르바노 4세는 만프레디에게 호엔슈타우펜 왕가의 지배권을 인정하는 대신 콘스탄티노플을 재정복할지 여부를 놓고 2년 동안 협상을 벌였다. 그리고 샤를과의 협정을 강화하여 그가 십자군 원정을 위한 세금 징수와 교황령에 배와 장정을 제공하겠다는 것과 더불어 이탈리아 북부의 제국령이나 교황령에 대한 권리 주장을 하지 않겠다는 약조를 받아냈다. 샤를은 교황에게 콘라딘이 독일왕으로 선출되는 것을 막아준다면 매년 조공으로 금화 10,000온스를 바치던 관례를 회복하겠다고 약속하고 합의하였다.
샤를이 독일왕으로 입후보하기 위해 이탈리아에 도착하기 전에 우르바노 4세는 1264년 10월 2일 페루자에서 선종하였다.

## 같이 보기
- 교황 목록